# Северная провинция (Сьерра-Леоне)
Се́верная прови́нция (англ. Northern Province) — один из четырёх основных регионов Сьерра-Леоне.
- Административный центр — город Макени.
- Площадь — 35 936 км², население — 1 718 240 человек (перепись 2004 года).

## Границы
На юго-востоке граничит с Восточной провинцией, на юге — с Южной провинцией, на юго-западе с Западной областью, на севере с Гвинеей. На западе выходит к Атлантическому океану.

## Население
Крупнейшей этнической группой провинции является племя темне. Также представлены племена лимба, мандинка, куранко, локо и фульбе.
Около 70 % населения - мусульмане-сунниты, остальные - христиане. Среди тех и других сильны анимистские верования.

## Административное деление
Административно разделена на пять районов (округа):
- Бомбали
- Камбиа
- Койнадугу
- Порт-Локо
- Тонколили

Округа, в свою очередь, делятся на вождества.